# Wulf-Volker Lindner
Wulf-Volker Lindner (* 2. November 1938 in Magdeburg) ist ein deutscher evangelischer Theologe und Psychoanalytiker. Ab 1975 lehrte er als Professor für Praktische Theologie in Hamburg.

## Leben und Werdegang
Wulf-Volker Lindner, Sohn von Martha Lindner, geborene Buschow, und Emil Lindner, wuchs in seiner Heimatstadt auf und kam 1947 nach Himmelsthür bei Hildesheim. Von 1959 bis 1965 studierte er Evangelische Theologie und Philosophie in Tübingen, Marburg und Göttingen, wo er 1966 das I. und 1970 das II. Theologische Examen und das Vikariat ablegte und Krankenhauspfarrer war. Als Stipendiat der Volkswagenstiftung zur Förderung des wissenschaftlichen Nachwuchses (1967–1971) machte er eine Ausbildung in Psychoanalyse, Gruppenanalyse und Psychotherapie am Institut für Psychoanalyse und Psychotherapie in Göttingen, absolvierte 1971 ein Examen in Psychoanalyse und arbeitete im Krankenhaus Tiefenbrunn (Fachklinik für psychogene und psychosomatische Erkrankungen) und in der Ärztlich-Psychologischen Beratungsstelle der Universität Göttingen mit. Zwischen 1970 und 1974 dozierte er Pastoralpsychologie am Studienseminar der Landeskirche Hannovers in Göttingen und war Dozent sowie ab 1972 Lehr- und Kontrollanalytiker am Institut für Psychoanalyse und Psychotherapie in Göttingen. Zusammen mit Anneliese Heigl-Evers, Franz Seraph Heigl und Karl König hielt er 1972 die ersten der seitdem jährlich stattfindenden Fort- und Weiterbildungsseminare der Arbeitsgemeinschaft für die Anwendung der Psychoanalyse in Gruppen im Krankenhaus Tiefenbrunn.
Von 1975 bis zur Emeritierung 2002 lehrte er als Professor für Praktische Theologie mit Schwerpunkt Seelsorge und Pastoralpsychologie der Universität Hamburg.
Die Arbeitsgruppe Hamburg der Deutschen Psychoanalytischen Gesellschaft gründete er 1979, deren Vorsitzender er von 1979 bis 1992 war. Zusammen mit Viktor Boge, Inge Chevalier, Elke Natorp-Husmann, Angelika Stieber-Schmidt, Monika Stille und Gudula Theopold gründete er 1986 das DPG-Institut für Psychoanalyse und Psychotherapie Hamburg, deren Vorsitzender er von 1986 bis 1994 war. Auch war er 1. Vorsitzender der Sektion Analytische Gruppentherapie des Deutschen Arbeitskreises für Gruppenpsychotherapie und Gruppendynamik (DAGG).
Vorsitzender der Arbeitsgemeinschaft für die Anwendung der Psychoanalyse in Gruppen (1990–1992, 1994–2003, 2004–2010). Seit 2011 ist er Leiter des DPG-Lehranalytikergremiums.
Wulf-Volker Lindner ist evangelisch, heiratete 1966 die Kinder- und Jugendlichen-Psychotherapeutin Ingrid Claus und bekam mit ihr die Töchter Susanne und Annegret.

## Schriften (Auswahl)
- mit Karl König: Psychoanalytische Gruppentherapie. Vandenhoeck und Ruprecht, Göttingen 1991, ISBN 3-525-45732-4; 2. Auflage ebenda 1992, ISBN 3-525-45732-4.
- Predigten eines Psychoanalytikers (= Transparent. Band 4). Vandenhoeck und Ruprecht, Göttingen/Zürich 1993, ISBN 3-525-01701-4.